# З̣
Cette page contient des caractères spéciaux ou non latins. S’ils s’affichent mal (▯, ?, etc.), consultez la page d’aide Unicode.
З̣ (minuscule : з̣), appelé zé point souscrit, est une lettre additionnelle de l’alphabet cyrillique utilisée en dans la cyrillisation de l’alphabet arabe. Elle est composée du zé ‹ З › diacrité d’un point souscrit.

## Utilisations
Dans certaines cyrillisations de l’alphabet arabe, dont celle développée par Ignati Kratchkovski, le zé point souscrit ‹ з̣ › translittère le ẓāʾ ‹ ﻅ ›.

## Représentation informatique
Le zé point souscrit peut être représenté avec les caractères Unicode suivants :
- décomposé (cyrillique, diacritiques)[1],[2] :

| formes    | représentations | chaînes de caractères | points de code | descriptions                                              |
| --------- | --------------- | --------------------- | -------------- | --------------------------------------------------------- |
| capitale  | З̣               | З◌̣                    | U+0417 U+0323  | lettre majuscule cyrillique zé diacritique point souscrit |
| minuscule | з̣               | з◌̣                    | U+0437 U+0323  | lettre minuscule cyrillique zé diacritique point souscrit |